# 金正喜
金 正喜（キム・ジョンヒ、김정희、1786年 - 1856年）は、李氏朝鮮の実学者、能書家。字は元春、号は秋史、阮堂。本貫は慶州金氏。

## 人物
1809年に科挙の生員試に及第した。早くからその書芸と経学の才を北学派の朴斉家に認められた。24歳のとき冬至兼謝恩使副使となった父の金魯敬に随行して北京に赴き、翁方綱と阮元の二大碩学の知遇を受け清朝考証学の神髄を学び、また徐松らと交流した。1819年に文科及第し、奎章閣待教を拝命、忠清道暗行御史となり、承政院副承旨を経て、1836年成均館大司成を務め、兵曹参判に昇進した。
1840年には疑獄に連座して済州島に配流となったが、訓詁学から性理学に至る漢宋兼備の「実事求是説」を堅持して、経学、金石学、書芸に研鑽を積んだ。
著書に考証学の『阮堂全集』、書道集『阮唐文庫』、詩集『秦燕寨詩草稿』などがある。